# Yun Seung-hyun
Yun Seung-hyun (né le 1er juin 1994) est un athlète sud-coréen, spécialiste du saut en hauteur.

## Carrière
Le 1er septembre 2015, il bat son record personnel en franchissant 2,32 m à Yeosu, ce qui lui donne la qualification pour les Jeux olympiques de 2016. Il avait terminé au pied du podium lors des Championnats du monde jeunesse à Lille en 2011, avec un saut de 2,09 m.

## Palmarès
| Date | Compétition                   | Lieu           | Résultat | Marque |
| ---- | ----------------------------- | -------------- | -------- | ------ |
| 2011 | Championnats du monde cadets  | Lille          | 4e       | 2,09 m |
| 2012 | Championnats du monde juniors | Barcelone      | qual.    | 2,14 m |
| 2014 | Jeux asiatiques               | Incheon        | 6e       | 2,20 m |
| 2016 | Championnats d'Asie en salle  | Doha           | 7e       | 2,20 m |
| 2016 | Jeux olympiques               | Rio de Janeiro | qual.    | 2,17 m |

## Records
| Épreuve         | Épreuve      | Performance | Lieu      | Date               |
| --------------- | ------------ | ----------- | --------- | ------------------ |
| Saut en hauteur | En plein air | 2,32 m      | Yeosu     | 1er septembre 2015 |
| Saut en hauteur | En salle     | 2,25 m      | Manhattan | 23 janvier 2016    |